# Ейское
Ейское (каз. Ейское) — село в Есильском районе Акмолинской области Казахстана. Входит в состав Юбилейного сельского округа. 
Код КАТО — 114839100.

## География
Село Ейское расположено примерно в 60 км к юго-западу от города Есиль. Ближайшие населённые пункты — сёла Юбилейное, Интернациональное и Биртал.

## Население
В 1989 году население села составляло 783 человек (из них русских 43%).
В 1999 году население села составляло 445 человек (220 мужчин и 225 женщин). По данным переписи 2009 года, в селе проживало 357 человек (173 мужчины и 184 женщины).

## История
До 2009 года село Ейское являлось административным центром Ейского сельского округа, начиная с того же года — административным центром Биртальского сельского округа. С 2013 года административно входит в состав Юбилейного сельского округа.